# Stora Väjåtjärnen
Stora Väjåtjärnen är en sjö i Hagfors kommun i Värmland och ingår i Göta älvs huvudavrinningsområde. Sjön är 8 meter djup, har en yta på 0,0978 kvadratkilometer och befinner sig 307,1 meter över havet. Sjön avvattnas av vattendraget Lovisebergsälven (Välån).

## Delavrinningsområde
Stora Väjåtjärnen ingår i det delavrinningsområde (665395-136579) som SMHI kallar för Inloppet i Lakenesjön. Medelhöjden är 278 meter över havet och ytan är 37,97 kvadratkilometer. Det finns inga avrinningsområden uppströms utan avrinningsområdet är högsta punkten. Lovisebergsälven (Välån) som avvattnar avrinningsområdet har biflödesordning 2, vilket innebär att vattnet flödar genom totalt 2 vattendrag innan det når havet efter 338 kilometer. Avrinningsområdet består mestadels av skog (88 procent). Avrinningsområdet har 0,79 kvadratkilometer vattenytor vilket ger det en sjöprocent på 2,1 procent.